# Utinahica
Els utinahica eren una tribu i un cacicat timucua del segle XVII. Vivien en el que ara és la part sud-est de l'estat dels Estats Units de Geòrgia. Els seus descendents poden haver estat incorporats als creek. Els primers europeus que els identificaren foren els hugonots francesos comandats per Jean Ribault que s'establiren en 1562 a Charlesfort a la colònia de la Florida francesa.
Posteriorment es va establir una missió espanyola, Santa Isabel de Utinahica, a la ciutat principal dels utinahica al riu Altamaha, prop de l'actual lloc de Jacksonville (Geòrgia), a la primera meitat del segle XVII.